# Anita Harris
Anita Madeleine Harris (Midsomer Norton, 3 giugno 1942) è un'attrice e cantante inglese.
Nel 1965 ha partecipato al Festival di Sanremo con L'amore è partito, brano presentato in coppia con Beppe Cardile.
Ha recitato anche in diversi musical a Londra, tra cui Cats e Follies.

## Discografia

### Album in studio
- 1966 - Somebody's in My Orchard (CBS BPG 62894)
- 1967 - Just Loving You (CBS SBPG 63182)
- 1969 - Cuddle Toy (CBS 63927)
- 1970 - Anita in Jumbleland (CBS 64258)
- 1976 - Love to Sing (Warwick WW 5015)
- 1979 - Feelings (Chevron CHVL 117)

### Raccolte
- 1968 - Anita Harris (Marble Arch MAL 761)
- 1974 - Golden Hour Presents Anita Is Peter (Golden Hour GH 590)
- 1977 - The Best of Anita Harris (CBS Embassy 31615)
- 1996 - A Taste of Honey (Columbia 484104 2)
- 2003 - The Essential Anita Harris (Right Recordings RIGHT021)

### EP
- 1967 - Nursery Rhymes for Our Times (CBS 6359)

- 1967 - Anita Harris (Pye NEP 24288)
- 1968 - Dream a Little Dream of Me (CBS 6401)

### Singoli
- 1961 - I Haven't Got You (con John Barry & His Orchestra)
- 1964 - Lies
- 1965 - Willingly/At Last Love
- 1965 - Trains and Boats and Planes
- 1965 - L'amore è partito
- 1965 - London Life
- 1965 - Trains and Boast and Planes (Quand un bateau passe)
- 1965 - I Don't Know Anymore
- 1966 - Something Must Be Done
- 1967 - Just Loving You
- 1967 - Anniversary Waltz
- 1967 - The Playground
- 1967 - Ormai non t'aspettavo più
- 1967 - Nursery Rhymes for Our Times
- 1968 - Dream a Little Dream of Me
- 1968 - Anniversary Waltz/Comes the Night (Carol's Theme)
- 1968 - I'll Never Fall in Love Again (con The New World Symphony Orchestra)
- 1968 - We're Going on a Tuppenny Bus Ride
- 1968 - Le blon
- 1969 - Loving You
- 1970 - Caskette Present - The Party Started (con The Tremeloes)
- 1970 - The Only One to Love Me
- 1970 - Jumbleland
- 1971 - I Just Need a Lover
- 1971 - Genesis
- 1972 - You and I
- 1975 - The Little Boy That Santa Claus Forgot
- 1978 - After the Ball
- 1979 - Hello Sailor
- 1984 - Touch the Heart of a Child with Sunshine (con The Young Set)
- 2017 - Somethin' Stupid (con Arthur Strong)

## Filmografia parziale
- L'ispettore Barnaby (Midsomer Murders) - serie TV, episodio 20x01 (2018)